# Konrad Meier (Missionar)
Konrad Meier (* 8. Dezember 1867 in Freienstein, Kanton Zürich, Schweiz; † 1931 in Bachenbülach, Kanton Zürich) war ein Schweizer Herrnhuter Missionar.

## Jugend und Ausbildung
Meier wurde 1867 als unehelicher Sohn einer Fabrikarbeiterin geboren. Seine Jugend verbrachte er im Weiler Mülberg der Gemeinde Oberembrach.
1887 trat er bei einem Zürcher Schneidermeister in die Lehre ein. Als Geselle übersiedelte er auf der Walz nach Neuwied am Rhein (bei Koblenz). Dies war sein erster längerer Aufenthalt in einer Herrnhuter Brüdergemeine.
An Ostern 1892 erfolgte sein Eintritt in die neugegründete Missionsschule in Königsfeld nördlich von Chemnitz. Von 1893 bis 1896 besuchte er die Missionsschule im schlesischen Niesky. Am 13. November 1893 wurde er in die Herrnhuter Brüdergemeine aufgenommen, wo er eine umfassende Ausbildung für seine spätere Missionstätigkeit erhielt.
1896/97 besuchte Konrad Meier das Livingstone College in London, das eine medizinische Zusatzausbildung für Missionare anbot.

## Ostafrika
Meier wurde am 2. Februar 1897 für den Missionsdienst an die Unyamwezi-Mission nach Deutsch-Ostafrika berufen. In Herrnhut erfolgte am 22. August seine Ordination zum Diaconus. Am 31. August 1897 heiratete er Minna Elise Hillberg aus Gnadenberg (heute Godnów in Niederschlesien). Noch im selben Jahr reiste er mit seiner Frau nach Ostafrika, wo er zu Beginn des Jahres 1889 eintraf.
Dort arbeitete er in Urambo, nordwestlich von Tabora. Die Mission im Unyamwezi-Gebiet hatte die Brüdergemeine 1897 von der London Missionary Society übernommen. Konrad Meier war auf der Station für den Ausbau der medizinischen Betreuung der Nyamwezi zuständig. Mit Fotografien dokumentierte er das Leben in diesem Gebiet der damaligen deutschen Kolonie. Die von ihm zusammen mit den Missionaren Edmund Dahl und Rudolf Stern aufgebaute Missionsstation wurde Ausgangspunkt für die heutige Westprovinz der Herrnhuter Moravian Church in Tansania mit Sitz in Tabora. Von hier aus wurden von den drei Missionaren die Stationen Kitunda (1901), Sikonge (1902), Ipole (1903) und Kipembabwe (1903) gegründet. Aufgabe der Stationen waren neben der missionarischen Tätigkeit die medizinische Betreuung und die Schulbildung. Die Bekehrungserfolge waren in dieser Zeit gering, denn die Missionare konzentrierten sich auf die Erforschung der Sprache und Kultur der Nyamwezi, um ihre Denkweise und Religion besser zu verstehen. Konrad Meier schrieb über tausend Berichte und Briefe und machte die ersten Fotos von einheimischen Würdenträgern und ihren Häusern, aber auch von den einfachen Arbeitern und Sklaven, ihrem Arbeitsgerät sowie ihren Feldern und Herden. Dadurch wurde ein Zeitabschnitt in der Kulturgeschichte dieses Landes, das sich durch den Einfluss des Kolonialismus wenig später rasch veränderte, dokumentiert.
Im Frühjahr 1900 verstarb Meiers 13 Monate alter Sohn an einer Tropenkrankheit, wenige Wochen später starb auch seine Frau. Am 18. Juni 1902 heiratete er erneut. Um seine zweite Frau aus der über 1100 Kilometer entfernten Hafenstadt Dar es Salaam abzuholen, wurde ihm eine Trägerkarawane von 300 Mann zur Verfügung gestellt. 1903 übersiedelte Meier in die neu gegründete Station Sikonge.
1904 kehrte Konrad Meier mit seiner Frau und seinem zweiten Sohn aus gesundheitlichen Gründen in die Schweiz nach Bachenbülach zurück. Dort wurde er in die reformierte Kirchenpflege gewählt und war von 1922 bis zu seinem Tod 1931 deren Präsident. Daneben wirkte er als Homöopath und Prediger im näheren Umkreis seiner Wohngemeinde.

## Nachlass
Konrad Meier war einer der wenigen Missionare in diesem Gebiet Zentraltanganjikas. Andere Missionsgesellschaften konzentrierten ihre Arbeit auf die Küste und die Gebiete der ostafrikanischen Seen. In weitem Umkreis lebten zur Zeit Meiers keine anderen Europäer und nur wenige Araber, die mit ihren Karawanen Handel betrieben. Über Kultur und Religion der einheimischen Nyamwezi, die in Europa als besonders räuberisch und kriegerisch beschrieben wurden,
war zu dieser Zeit wenig bekannt. Meier hinterliess über 1000 Briefe und Berichte sowie viele Fotos, mit denen er das Alltagsleben der Missionare und der Einheimischen in diesem Teil der Kolonie Deutsch-Ostafrika im ausgehenden 19. Jahrhundert dokumentierte. Bei der Räumung des Staffelhofs in Embrach in der Schweiz wurden 1987 einige dieser Briefe wiederentdeckt, die anderen Dokumente und Fotos befinden sich im Unitätsarchiv in Herrnhut.